# Pós-modernidade

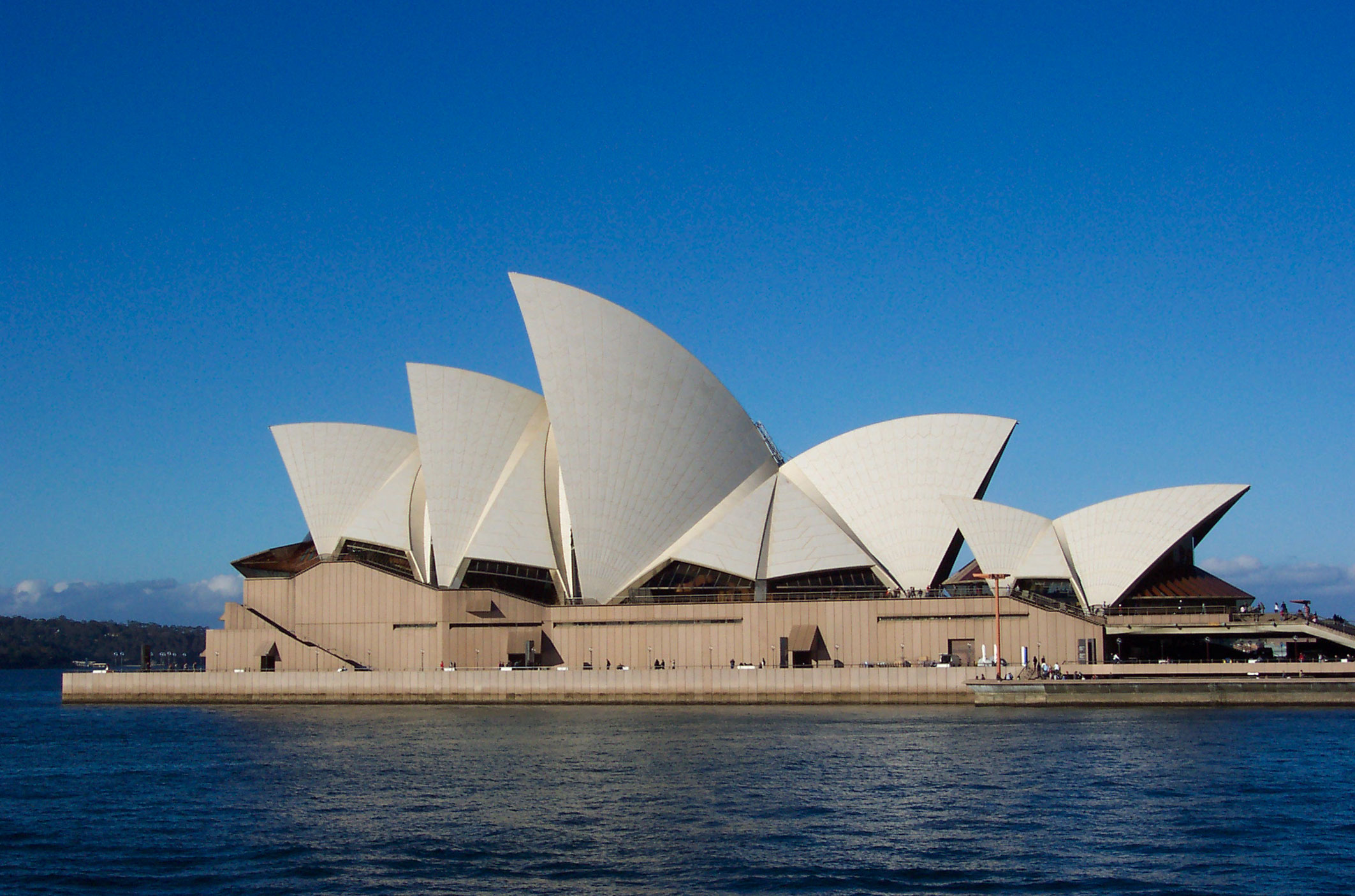
Ópera de Sydney, projeto do dinamarquês Jørn Utzon. O pós-moderno em arquitetura refere-se às várias manifestações de reação ao Estilo Internacional.

A pós-modernidade é um conceito da sociologia histórica que designa a condição sóciocultural e estética dominante após a queda do Muro de Berlim (1989), o colapso da União Soviética e a crise das ideologias nas sociedades ocidentais no final do século XX, com a dissolução da referência à razão como uma garantia de possibilidade de compreensão do mundo através de esquemas totalizantes. A ideia da condição pós-moderna é algumas vezes caracterizada como uma cultura despida de sua capacidade de funcionar em qualquer estado linear ou autônomo como isolacionismo regressivo, em oposição ao estado mental progressivo do modernismo. Alguns comentaristas, como Ulrich Beck, Anthony Giddens e Zygmunt Bauman, negam que a modernidade tenha terminado e consideram a era pós-Segunda Guerra Mundial uma continuação da modernidade, a que se referem como segunda modernidade, modernidade líquida ou modernidade tardia.
O uso do termo se tornou corrente embora haja controvérsias quanto ao seu significado e à sua pertinência. A pós-modernidade pode significar uma resposta pessoal a uma sociedade pós-moderna, as condições de uma sociedade que a tornam pós-moderna ou o estado de ser associado a uma sociedade pós-moderna, bem como a uma época histórica. Na maioria dos contextos, deve-se distinguir do pós-modernismo, a adoção de traços ou filosofias pós-modernas nas artes, cultura e sociedade. De fato, hoje, perspectivas históricas sobre os desenvolvimentos da arte pós-moderna (pós-modernismo) e da sociedade pós-moderna (pós-modernidade) podem ser melhor descritas como dois termos genéricos para processos envolvidos em um relacionamento dialético contínuo, tal como o pós-pós-modernismo, cujo resultado é a cultura evoluindo do mundo contemporâneo.
Algumas escolas de pensamento situam sua origem no alegado esgotamento do projeto moderno, que dominou a estética e a cultura até final do século XX. Em A Condição Pós-Moderna, François Lyotard caracteriza a pós-modernidade como uma decorrência da morte das "grandes narrativas" totalizantes, fundadas na crença no progresso e nos ideais iluministas de igualdade, liberdade e fraternidade. Outros, porém, afirmam que a pós-modernidade seria apenas uma extensão da modernidade, período em que, segundo Benjamin, ocorre a perda da aura do objeto artístico em razão da sua reprodução técnica, em múltiplas formas: cinema, fotografia, vídeo, etc.

O conceito de pós-modernidade inclui, portanto, o que se designa como pós-modernismo em arte — especialmente na arquitetura. O crítico brasileiro Mário Pedrosa foi um dos primeiros a utilizar este termo, em 1966. Usou-o frequentemente para enfatizar o fim do modernismo, cujos preceitos se mostravam insuficientes para compreender as artes visuais do período, especialmente os desdobramentos do neoconcretismo e o surgimento da pop art. Em importante artigo sobre a arte de Hélio Oiticica, publicado no Correio da Manhã de 26 de junho de 1966, Pedrosa afirmava: 
| “ | Hoje, em que chegamos ao fim do que se chamou de arte moderna (…), os critérios de juízo para apreciação já não são os mesmos (...) fundados na experiência do cubismo. Estamos agora em outro ciclo, que não é mais puramente artístico, mas cultural, radicalmente diferente do anterior e iniciado, digamos, pela pop art. A esse novo ciclo de vocação antiarte, chamaria de arte pós-moderna. | ” |

## Uso do termo
Pós-modernidade é o estado ou condição de ser pós-moderno — depois ou em reação àquilo que é moderno, como na arte pós-moderna. A modernidade é definida como um período ou condição largamente identificado com a Revolução Industrial, a crença no progresso e nos ideais do Iluminismo. Em Filosofia e na Teoria Crítica, pós-modernidade refere-se ao estado ou condição da sociedade existir depois da modernidade — uma condição histórica que marca o fim da modernidade. Essa concepção é assumida pelos filósofos Jean-François Lyotard e Jean Baudrillard.
O projeto da modernidade, segundo Habermas, era a promoção do progresso mediante a incorporação de princípios de racionalidade e hierarquia na vida pública e da vida artística. Lyotard entendeu a modernidade como uma condição cultural caracterizada pela mudança constante na perseguição do progresso. Pós-modernidade, então, representa a culminação desse processo em que a mudança constante se tornou o status quo e a noção de progresso obsoleta.
Seguindo a crítica de Ludwig Wittgenstein da possibilidade do absoluto e o conhecimento total, Lyotard ainda argumentou que várias metanarrativas de progresso, tais como a ciência positivista, o marxismo e o estruturalismo foram extintos como métodos de alcançar progresso.
O crítico literário Fredric Jameson e o geógrafo David Harvey identificaram a pós-modernidade como o "capitalismo tardio" ou a "acumulação flexível" — um estágio de capitalismo posterior ao capitalismo financeiro, caracterizado por trabalho e capital altamente móveis, e pelo que Harvey chamou de "compressão do tempo e espaço". Eles sugerem que isso coincide com a falência do sistema de Bretton Woods, que redefiniu a ordem econômica mundial após a Segunda Guerra Mundial.
Aqueles que geralmente veem a modernidade como ultrapassada ou como um completo fracasso, uma falha na evolução da humanidade que produziu desastres como Auschwitz e Hiroshima, veem a pós-modernidade como um desenvolvimento positivo. Porém, vários filósofos, particularmente aqueles que enxergam a si mesmos dentro do projeto moderno, como Jürgen Habermas e outros, afirmam que a pós-modernidade representa um ressurgimento de ideias anti-iluministas há muito existentes. Segundo ele o projeto moderno ficou inacabado, e a universalidade não pode ser tão facilmente descartada. A pós-modernidade, entendida como a consequência de manter ideias pós-modernas, geralmente é um termo negativo neste contexto.

## Pós-modernismo
A pós-modernidade é uma condição ou estado de ser associada a mudanças em instituições e criações e a resultados e inovações sociais e políticas, globalmente, mas principalmente no Ocidente desde a década de 1950, enquanto o pós-modernismo refere-se principalmente a uma filosofia estética, literária, política ou social, o "fenômeno cultural e intelectual", imerso na condição histórica da pós-modernidade, especialmente desde os novos movimentos da década de 1920 nas artes. Ambos os termos são usados por filósofos, cientistas sociais e críticos sociais para se referir a aspectos da cultura contemporânea, economia e sociedade que são o resultado de características da vida do final do século XX e início do século XXI, incluindo a fragmentação da autoridade e a comoditização do conhecimento (veja "Modernidade").
O relacionamento entre a pós-modernidade e a Teoria Crítica, a sociologia e a filosofia é ferozmente contestado, e os termos "pós-modernidade" e "pós-modernismo" são utilizados por alguns escritores de forma confusa e difíceis de distinguir, sendo o primeiro muitas vezes o resultado do posterior. O período tem tido diversas ramificações políticas: suas "ideias anti-ideológicas" parecem ter sido positivamente associadas com o movimento feminista, aos movimentos de igualdade racial e a favor dos direitos dos homossexuais, a maioria das formas do anarquismo do final do século XX, de movimentos pacifistas e vários híbridos destes com os atuais movimentos antiglobalização. Apesar de nenhuma dessas instituições abarcarem inteiramente todos aspectos do Movimento Pós-Moderno, todos eles refletiram ou pegaram emprestado alguma de suas ideias mais centrais.

## Diferentes concepções
Segundo o francês Jean-François Lyotard, na corrente filosófica do pós-estruturalismo a "condição pós-moderna" caracteriza-se pelo fim das metanarrativas. Os grandes esquemas explicativos teriam caído em descrédito e não haveria mais "garantias", posto que mesmo a ciência já não poderia ser considerada como a fonte da verdade.
Para o crítico marxista norte-americano Fredric Jameson, a Pós-Modernidade é a "lógica cultural do capitalismo tardio", correspondente à terceira fase do capitalismo, conforme o esquema proposto por Ernest Mandel.
Outros autores preferem evitar o termo. O sociólogo polonês Zygmunt Bauman, um dos principais popularizadores do termo Pós-Modernidade no sentido de forma póstuma da modernidade, atualmente prefere usar a expressão "modernidade líquida" — uma realidade ambígua, multiforme, na qual, como na clássica expressão do manifesto comunista, tudo o que é sólido se desmancha no ar.
O filósofo francês Gilles Lipovetsky prefere o termo "hipermodernidade", por considerar não ter havido de fato uma ruptura com os tempos modernos — como o prefixo "pós" dá a entender. Segundo Lipovetsky, os tempos atuais são "modernos", com uma exacerbação de certas características das sociedades modernas, tais como o individualismo, o consumismo, a ética hedonista, a fragmentação do tempo e do espaço.
Já o filósofo alemão Jürgen Habermas relaciona o conceito de Pós-Modernidade a tendências políticas e culturais neoconservadoras, determinadas a combater os ideais iluministas

## Gênese histórica da pós-modernidade
A segunda metade do século XX assistiu a um processo sem precedentes de mudanças na história do pensamento e da técnica. Ao lado da aceleração avassaladora nas tecnologias de comunicação, de artes, de materiais e de genética, ocorreram mudanças paradigmáticas no modo de se pensar a sociedade e suas instituições.
De modo geral, as críticas apontam para as raízes da maioria dos conceitos sobre a humanidade e seus aspectos, constituídas no século XV e consolidadas no século XVIII. A Modernidade surgida nesse período é criticada em seus pilares fundamentais, como a crença na Verdade, alcançável pela Razão, e na linearidade histórica rumo ao progresso. Para substituir estes paradigmas, são propostos novos valores, menos fechados e categorizantes. Estes serviriam de base para o período que se tenta anunciar — no pensamento, na ciência e na tecnologia — de superação da Modernidade. Seria, então, o primeiro período histórico a já nascer batizado: a pós-modernidade.

## História
Alguns autores, assim como Lyotard e Baudrillard, acreditam que a modernidade terminou no final do século XX e apesar de ter definido um período subsequente à modernidade, nomeado pós-modernidade, enquanto outros, tais como Bauman e Giddens, estenderiam a modernidade para cobrir o desenvolvimentos denotados pela pós-modernidade, outros ainda afirmam que a modernidade terminou com a Era Vitoriana em 1900.
A pós-modernidade tem passado por duas fases relativamente distintas: a primeira começando em 1950 e terminando com a Guerra Fria (quando a mídia analógica com a banda limitada era monopolizada por grupos estatais de mídia autoritários) e a segunda começou no início do fim da Guerra Fria (marcado pela popularização da televisão a cabo e a "nova mídia" baseada em significados digitais de disseminação de informação e transmissão).
A segunda fase da pós-modernidade é definida pela "digitalidade" — o aumento do poder individual e a descentralização digital através dos meios de comunicação (máquinas de fax, modems, cabo e internet de alta velocidade) que alteraram a condição da pós-modernidade dramaticamente: produção digital de informação passa a permitir que indivíduos selecionem e manipulem virtualmente todo aspecto do ambiente da mídia. Isso tem levado produtores e consumidores a conflitos relacionados ao capital intelectual e vem permitindo a criação de uma nova economia defendida como sendo capaz de alterar fundamentalmente a sociedade devido à queda drástica dos custos gerados pela criação da informação.
Começou-se a discutir que a digitalidade ou o que Esther Dyson referiu-se ser como "ser digital" tem emergido como uma condição separada da pós-modernidade. Aqueles mantendo essa posição discutem que a habilidade de manipular itens da cultura popular, a World Wide Web (WWW), o uso de engenharias de busca para indexar conhecimento e telecomunicações foram produzindo uma "convergência" na qual seria marcada pelo surgimento da "cultura participatória" nas palavras de Henry Jenkins e o uso de aparelhos de mídia, tais como iPods da Apple.
Um ponto de demarcação desta era é a liberalização da China no início da década de 1980 e o colapso da União Soviética em 1991. Francis Fukuyama escreveu "O Fim da História" em 1989 na antecipação da queda do Muro de Berlim. Ele previu que a questão político-filosófica tinha sido respondida, que guerras em larga escala sobre valores fundamentais não mais poderiam se erguer desde que "todas as contradições anteriores são resolvidas e todas as necessidades humanas satisfeitas.". Isso é um tipo de "finitismo" também adotado por Arthur Danto, que em 1964 proclamou que as caixas de Brillo de Andy Warhol fizeram a pergunta certa sobre a arte e, portanto, a arte havia terminado.

## Pós-modernidade, identidade cultural e globalização
Em A Identidade cultural na Pós-Modernidade (2003), Stuart Hall busca avaliar se estaria ocorrendo uma crise com a identidade cultural, em que consistiria tal crise e qual seria a direção da mesma na pós-modernidade. Para efetivar tal intento, analisa o processo de fragmentação do indivíduo moderno enfatizando o surgimento de novas identidades, sujeitas agora ao plano da história, da política, da representação e da diferença. A preocupação de Hall também se volta para o modo como haveria se alterado a percepção de como seria concebida a identidade cultural.
Todos esses aspectos constituem-se como fases de um procedimento analítico que intenta descrever o processo de deslocamento das estruturas tradicionais ocorrido nas sociedades modernas e pós-modernas, assim como o descentramento dos quadros de referências que ligavam o indivíduo ao seu mundo social e cultural. Tais mudanças teriam sido ocasionadas, na contemporaneidade, principalmente, pelo processo de globalização.
A globalização alteraria as noções de tempo e de espaço, desalojaria o sistema social e as estruturas fixas e possibilitaria o surgimento de uma pluralização dos centros de exercício do poder. Quanto ao descentramento dos sistemas de referências, Hall considera seus efeitos nas identidades modernas, enfatizando as identidades nacionais, observando o que gerou, quais as formas e quais as consequências da crise dos paradigmas do final do século XX.
Desde a década de 1980, desenvolve-se um processo de construção de uma cultura em nível global. Não apenas a cultura de massa, já desenvolvida e consolidada desde meados do século XX, mas um verdadeiro sistema-mundo cultural que acompanha o sistema-mundo político-econômico resultante da globalização.
A Pós-Modernidade, que é o aspecto cultural da sociedade pós-industrial, inscreve-se neste contexto como conjunto de valores que norteiam a produção cultural subsequente. Entre estes, a multiplicidade, a fragmentação, a desreferencialização e a entropia — que, com a aceitação de todos os estilos e estéticas, pretende a inclusão de todas as culturas como mercados consumidores. No modelo pós-industrial de produção, que privilegia serviços e informação sobre a produção material, a Comunicação e a Indústria Cultural ganham papéis fundamentais na difusão de valores e ideias do novo sistema.

## Condições Pós-modernidade
As condições associadas à Pós-Modernidade são variadas e podem ser agrupadas em 5 categorias diferentes: Hiperrealidade, Fragmentação, Reversão de consumo e produção, Descentralização do sujeito e Justaposição paradoxal:
Hiperrealidade
Esta categoria resume-se essencialmente em tornar real algo em que certa altura fora impossível ou simulação ou, efetivamente, apenas uma hipótese. Para Baudrillard, as simulações não passam de representações de situações imaginárias ou, em alguns casos, de situações imaginárias do passado. Através de diferentes tipos de comunicação, os significados atribuídos podem ser destacados do conceito original e outros novos significados podem ser atribuídos. Um grande exemplo poderá ser uma simples pasta de dentes. Tirando o significado associado à mesma (pasta que serve para escovar os dentes), este termo pode adquirir outro novo significado simbólico como beleza, felicidade, atração, etc. Estes novos significados podem simular uma nova realidade através do poder da comunicação e são aceites como verdade. Na verdade, a comunidade consumista torna-se crente porque acaba por aceitar estes novos significados como verdadeiros, uma vez que ao utilizar a pasta dos dentes este sentir-se-á atrativo, bonito, feliz, etc. O fenómeno do marketing é imediatamente reconhecível nesta condição. Efetivamente, o marketing dá novo significado a um termo, palavra e marca, substituindo o preexistente.
Fragmentação
Esta categoria implica que em cada instante em que haja consumo, o consumidor compromete-se a fazer diferentes atos simultaneamente com diferentes propósitos. Um grande exemplo será a mulher que é vista como mãe, funcionária exemplar, uma parceira ideal para o cônjuge e uma excelente cozinheira. Cada um destes papéis representa uma diferente imagem, que requer diferentes personalidades e que são visíveis, geralmente, apenas numa só mulher. Outra exemplo, muitas vezes associado a esta condição são alguns centros comerciais. Estes optam, para além consumo associado a estes estabelecimentos, por outros tipos de entretenimento (outras atividades de marketing). Nordstrom’s trata-se de um centro comercial onde é possível comprar o que este oferece e, simultaneamente, estar na presença de um concerto ao vivo. O consumidor pode aqui experienciar diferentes experiências fragmentadas.
Além disso, a fragmentação transformou, sem sombra de dúvida, a habilidade para ler e descobrir conexões entre diferentes objetos na era Pós-modernista. Os slogans “Just do it”, “Heartbeat of America” e “Leva a amizade a sério” são associados imediatamente ao objeto em questão. A habilidade para associar imagens e associar significados é, efetivamente, o coração da cultura do marketing.
Reversão de consumo e produção
Um dos maiores mitos da era Modernista baseava-se essencialmente no papel antagonista da produção e do consumo. O valor era criado na produção e destruído no consumo. Na era da Pós-Modernidade, o consumo deixa de ser considerado profano e destrutivo e a produção deixa de ser definida como sagrada e valiosa. O consumo tem deixado de ser associado ao profano, a algo que não deve ser falado. Começa, efetivamente, a ser aceite. Este passa também a ser reforçado pelo marketing através de um processo no qual os indivíduos se definem a si próprios e definem o seu modo de vida na sociedade contemporânea. Efetivamente, as escolhas que o consumidor faz são determinadas pelas diferentes experiências obtidas por cada sujeito. Na produção, os produtores são os humanos e os produtos são as comodidades (objetos, alimentos, serviços, etc). No consumo, os produtores geralmente são as imagens (representadas nos produtos, comodidades, alimentos, etc) e os produtos são os humanos. Na era Pós-Modernista há, indubitavelmente, uma reversão da produção e do consumo.
Descentralização do sujeito
Na era Modernista, o humano era visto como o centro com habilidade para atuar independente e autonomamente na escolha e em alcançar os seus objetivos. Para os pós-modernistas, existe uma confusão entre o sujeito e o objeto, não se sabendo bem qual deles está, de facto, em controlo. Por exemplo, o sujeito segue as instruções do manual para usar o microondas ou máquina de lavar. As suas ações são determinadas pelas propriedades e estruturas dos produtos. Na verdade, o papel do ser humano passa apenas por permitir que os produtos efetuem as suas funções. A confusão existente é também aumentada pelo simples facto de o sujeito se considerar um item do marketing e ter tendência para ser representado como uma imagem. Isto é visível no aumento da procura da cirurgias plásticas para corresponder às expetativas culturais. Assim sendo, a moda torna-se a metáfora da cultura.
Justaposição paradoxal
Esta condição permite a justaposição de alguma coisa com outra, por mais contraditória que possa ser (exibir emoções opostas, por exemplo). Está presente quer a nível literário ou até mesmo na arte. A nível da comunicação social, esta condição está bastante patente. Um exemplo será um anúncio que é, simultaneamente, ironizado mas ao mesmo tempo promovido ou então um anúncio que ganha credibilidade através da negação da mesma. Outro exemplo comum são os restaurantes étnicos. Estes podem ser divididos em dois tipos: aqueles que servem imigrantes e aqueles que transformam as suas cozinhas para cativar os consumidores mais refinados. Os que optam pelo segundo tipo de restaurantes sabem que, efetivamente, as cozinhas foram modificadas para agradar os seus palatos, mas ao experienciarem a comida deste tipo de restaurantes, defendem a ideia que estão a vivenciar outra cultura étnica. Wilson defende a ideia que o Pós-Modernismo jamais recusa privilegiar apenas uma só perspetiva, mas sim reconhecer apenas diferenças, nunca desigualdade, reconhecer fragmentos e nunca conflito. 

## Crise da representação
O que se denomina "Crise da Representação", que assombra a arte e as linguagens no contexto pós-moderno, é um fenômeno diretamente ligado à destruição dos referenciais que vinham norteando o pensamento até bem recentemente. O registro do real (figurativismo) era o principal eixo da pintura até 1870, assim como de resto de toda a arte, até o pós-guerra. Dali em diante, valoriza-se a entropia; “tudo vale”, e todos os discursos são válidos. O resultado é que não há mais padrões limitados para representar a realidade, resultando numa crise ética e estética.
A justificativa para essa mudança pode ser mais objetiva: com a História apontando para a formação de uma sociedade global (nível macro), nenhuma das visões de mundo preexistentes (nível micro) poderia ser descartada, sob pena de excluir interessantes mercados consumidores do sistema-mundo capitalista. O pós-moderno, assim, pelo seu caráter policultural, sua multiplicidade, sua hiperinformação, serve bem à constituição de uma rede inclusiva de consumidores. E dentro disso está inserida a dejeção dos referenciais de representação.

## Imagem e realidade
Os meios audiovisuais, utilizando-se da sua capacidade de atingir mais sentidos humanos (visão e audição, responsáveis por mais de ¾ das informações que chegam ao cérebro), têm um potencial mais rico e imediato para transmitir sua mensagem e sua visão de realidade. A literatura, a música e a poesia dependem de um grau mais alto de abstração e interação lógica com o intelecto. Não obstante, outras artes “mais antigas” já tiveram seus momentos de mescla entre ficção e realidade, como as pinturas rupestres das cavernas (que “eram” os próprios animais pintados, e não representações deles) ou a escultura das primeiras civilizações (que buscavam a própria forma do real). Hoje, entretanto, estão na esfera da arte, ou ficção. Pode ser que, num futuro incerto, o homem ria do vídeo, perguntando-se como pôde um dia acreditar numa imagem formada por circuitos eletrônicos. Mas, até lá, continuará em dúvida sobre sua validação ou não como parte da realidade.

## Estética pós-moderna
A estética pós-moderna apresenta diferenças fundamentais em relação a tudo o que veio antes dela, incluindo todas as estéticas modernistas. Os próprios critérios-chave da estética moderna, do novo, da ruptura e da vanguarda são desconsiderados pelo Pós-Moderno. Já não é preciso inovar nem ser original, e a repetição de formas passadas é não apenas tolerada como encorajada.
Entretanto, ainda que diversas obras estéticas, de diferentes categorias, apresentem características semelhantes e recorrentes, não parece correto nem possível falar de um “estilo pós-moderno”, muito menos de um “movimento pós-moderno”. Tais conceitos prescindiriam de um certo nível de organização, articulação ou mesmo intercâmbio que simplesmente não existe entre os produtores de estética. Se foi possível falar em movimento modernista, isso é devido ao fato de haver grupos relativamente próximos e em certa frequência de contato na Europa do início do século XX. Na Pós-Modernidade' , entretanto, os artistas até têm maiores possibilidades de se comunicar, mas a quantidade incalculável de tendências e linguagens torna impossível alguma unicidade formal.
As similaridades estéticas entre os produtos provavelmente são consequência das condições de produção e de circulação, dado que um dos efeitos sabidos da Globalização é a homogeneização das relações de produção e dos hábitos de consumo. Daí advém o neo-historismo (na verdade, um não-historismo, na medida em que desconsidera a História), que é a mistura de todos os estilos históricos em produtos sem período definido.
A entropia que se prega no Pós-Moderno diz respeito ao fim da proibição, à admissão de todo e qualquer produto, pois, se regulamento caberá ao mercado, toda produção é considerada mercadoria.

## O pós-modernismo visto por Ernest Gellner
O filósofo Ernest Gellner debateu-se com o fenómeno do pós-modernismo, que ele viu como uma das principais orientações em debate na actualidade, no nível das grandes ideias, as outras sendo:
- O fundamentalismo religioso
- A razão ou o fundamentalismo do Iluminismo

Em "Pós-modernismo, razão e religião", de 1992, Gellner refere-se ao pós-modernismo da seguinte forma:
"O pós-modernismo é um movimento contemporâneo. É forte e está na moda. E sobretudo, não é completamente claro o que diabo ele é. Na verdade, a claridade não se encontra entre os seus principais atributos. Ele não apenas falha em praticar a claridade mas em ocasiões até a repudia abertamente…
A influência do movimento pode ser discernida na Antropologia, nos estudos literários, filosofia…
As noções de que tudo é um "texto", que o material básico de textos, sociedades e quase tudo é significado, que significados estão aí para serem descodificados ou "desconstruídos", que a noção de realidade objectiva é suspeita — tudo isto parece ser parte da atmosfera, ou nevoeiro, no qual o pós-modernismo floresce, ou que o pós-modernismo ajuda a espalhar.
O pós-modernismo parece ser claramente favorável ao relativismo, tanto quanto ele é capaz de claridade alguma, e hostil à ideia de uma verdade única, exclusiva, objectiva, externa ou transcendente. A verdade é ilusiva, polimorfa, íntima, subjectiva … e provavelmente algumas outras coisas também. Simples é que ela não é…
Tudo é significado e significado é tudo e a hermenêutica o seu profeta. Qualquer coisa que seja, é feita pelo significado conferido a ela…".
Obviamente, esta nova "moda" não é compatível com o Positivismo, que Gellner define como: "…a crença na existência e disponibilidade de factos objectivos, e sobretudo da possibilidade de explicar os ditos factos por meio de uma teoria objectiva e testável, ela própria não essencialmente ligada a nenhuma cultura particular, observador ou estado de espírito".
José Guilherme Merquior viu nesta confrontação uma repetição da batalha entre o classicismo e o romantismo — o primeiro, associado com a dominação pela Europa por uma corte francesa e suas maneiras e padrões; o último, com a reação pelas outras nações, afirmando os valores das suas próprias culturas populares.
Todavia, Gellner aponta uma diferença:
"Mas os românticos escreveram poesia. Os pós-modernos também se entregam ao subjetivismo, mas o seu repúdio por disciplina formal, a sua expressão de profunda turbulência interna, é expressa em prosa académica, destinada à publicação em distintos jornais, um meio de assegurar a promoção ao impressionar os comités apropriados. Sturm und Drang und Cargo pode muito bem ser o seu slogan.".

### Etapas históricas a caminho do pós-modernismo
Gellner vê duas ou três grandes etapas na evolução do tipo de pensamento que culminaria no Pós-Modernismo. Para compreender o Pós-Modernismo há que compreender a evolução do marxismoː
1. Marxismo teórico;
2. Marxismo na prática, tal como este foi vivido na União Soviética;
3. Escola de Frankfurt.

No fundo, as linhas da árvore genealógica do Pós-Modernismo são traçadas ao longo da evolução do Marxismo, da teoria para a sua aplicação prática (e os sinais do seu fracasso). Comecemos pela raiz.

#### Marxismo
Segundo alguns estudiosos, o pós-modernismo teria origem no marxismo. Trata-se de uma posição polêmica, já que o marxismo é uma filosofia materialista segundo a qual as forças de produção são determinantes das estructuras sociais. Ainda por cima, o marxismo afirmava-se científico enquanto os intelectuais pós-modernos colocam em questão precisamente a possibilidade de se chegar a uma visão única.
"Mas isso foi há muito tempo, numa madrugada em que era uma glória bem-aventurada permanecer-se vivo, e muita água passou pela ponte desde então. A qualidade exclusiva-absolutista da "revelação" marxista e a forma pela qual ela foi apresentada e perpetuada significavam que os Marxistas sempre tiveram dificuldade em creditar de boa fé aqueles que não aceitavam a sua visão. Mais ainda, a sua própria teoria requeria-os a explicar aqueles dissidentes sociologicamente. O erro não era aleatório mas uma função da (posição na) sociedade: a especificação da sua função não apenas identificava e desmascarava o herético, mas também iluminava a cena social. As visões erróneas do inimigo desmascaravam a sua posição, os males sociais que ele se preocupava em defender, e os meios a ele disponíveis no seu intento nefasto. A denúncia e o desmascarar (desse inimigo) eram uma forma de educação, bem como um prazer. O marxista rapidamente adquiriu um grande gosto e perícia em tais explicações redutivas, e a explicação de opiniões críticas (ao marxismo) em termos de pertença de classe e interesse dos críticos tornou-se um estilo literário bem estabelecido, com os seus cânones, os seus clássicos, os seus procedimentos habituais".

#### O Marxismo real-existente
"Com a passagem do tempo, e especialmente após o estabelecimento da União Soviética, a quantidade de criticismo hostil que necessitava de ser explicado cresceu a um novo ritmo e a proporção do Marxismo que consistia nas explicações denunciando os críticos do Marxismo aumentou correspondentemente. O marxismo quase se tornou uma espécie de tema especial cuja ocupação era a desilusão das construções-de-mundo dos outros".
No entanto, nesta fase, os marxistas acreditam ainda numa verdade única, que eles próprios detinham, como é óbvio. Os críticos falhavam em alcançá-la, por culpa própria.

#### A escola de Frankfurt
Com o fim do Estalinismo, as reformas de Khrushchov e a crescente dúvida no empreendimento comunista, o panorama tinha evoluído num sentido ainda mais radical (e absurdo, para alguns).
"Toda esta tendência foi desenvolvida ainda mais por um movimento influente que já não se encontrava ligado ao comunismo internacional e desde logo se encontrava livre da obrigação da defesa do balanço do marxismo aplicado na prática — o movimento filosófico conhecido como a Escola de Frankfurt e a sua chamada Teoria Crítica. Este facto foi típico da libertação da "intelligentsia" esquerdista internacional da autoridade e disciplina do partido comunista, que se seguiu às revelações de Khrushchov no Vigésimo Congresso do Partido Comunista da União Soviética. Forneceu muito da ideologia para o protesto estudantil dos anos 1960, que era crítico de ambos os lados dominantes na cena internacional.
A escola de Frankfurt tinha muitos traços em comum com os marxistas do partido, dado que explicava ao lado das visões dos seus opositores; mas havia uma diferença interessante. Os marxistas da velha guarda não se opunham à noção de objectividade como tal, eles apenas argumentavam que os seus oponentes tinham falhado em serem genuinamente objectivos, e meramente tinham fingido observar as normas da objectividade científica, quando na verdade serviam e eram guiados pelos seus interesses de classe. Mas a verdadeira ciência permanecia (para os Marxistas) e era contrastada pela falsa consciência, inspirada por interesses de classe".
A objectividade real requeria acima de tudo um saudável posicionamento de classe e político. Era muito fácil deslizar disto para a visão de que uma posição saudável é suficiente em si mesmo e finalmente a visão de que não há visões objectivas saudáveis de todo. A verdadeira ilusão era a crença na possibilidade de verdade única, objectiva. O pensamento vive sob significados, significados são específicos da cultura. Ergo, vida é subjectividade.
Um verdadeiro, esclarecido pensador crítico (à la Frankfurt) não desperdiçava muito tempo, ou provavelmente não desperdiçava tempo nenhum em descobrir precisamente aquilo que era, ele ia directamente à substância escondida sob a superfície, as profundas características que explicavam porque é que o que era, era, e também à igualmente profunda iluminação quanto a o que deveria ser. Liberto do culto positivista do que é, cuja investigação seria apenas uma ratificação camuflada do statu quo, um espírito livre genuinamente crítico encontra-se na bela posição de determinar precisamente aquilo que deveria ser, em oposição dialéctica ao que meramente é.
Acabaram-se os dias em que um "positivista" era alguém que invoca factos contra o Marxismo. Agora, o positivista é alguém que faz uso de quaisquer factos de todo, ou permite a sua existência, qualquer que seja o seu objectivo".
Os pós-modernistas deram um passo mais. Tal como os frankfurtianos, eles repudiam o culto e busca de factos externos, que tinham sido o caminho (supostamente errado) da percepção da realidade social, mas os pós-modernos não substituem esse caminho por um outro alternativo (obscuramente especificado pelos frankfurtianos), e sim pela afirmação de que nenhum tal caminho é possível, necessário ou desejável. Não é a objectividade superficial que é repudiada, mas a objectividade como tal".

## Críticas
As críticas à pós-modernidade podem, em geral, ser classificadas em quatro categorias:[carece de fontes?]
- Críticas daqueles que rejeitam o modernismo e suas ramificações;
- Críticas de defensores do modernismo que acreditam que a pós-modernidade não possui características essenciais;
- Críticas daqueles que, embora aceitem a ideia de pós-modernidade, buscam reformas ou transformações baseadas em seu próprio entendimento do pós-modernismo;
- Críticas daqueles que acreditam que a pós-modernidade é uma fase passageira na organização social, ao invés de uma fase que cresce e se desenvolve.

## Citações
- "Poderíamos dizer que toda era tem seu próprio pós-moderno, assim como toda era tem sua própria forma de maneirismo (na verdade, eu me pergunto se pós-moderno não é simplesmente o nome moderno para *Manierismus*…). Acredito que toda era atinge momentos de crise como os descritos por Nietzsche na segunda das Considerações Extemporâneas, sobre a nocividade do estudo da história (historiografia). A sensação de que o passado está nos restringindo, sufocando e nos chantageando". — Umberto Eco, conforme citado em A Correspondence on Postmodernism, de Stefano Rosso e Carolyn Springer, 2, vol. 12, nº 1. (outono de 1983), pp. 1–13., Esp. p. 2[18]